# OSI参照モデル
OSI参照モデル（OSIさんしょうモデル、英: OSI reference model）は、コンピュータネットワークで利用されている多数のプロトコルについて、それぞれの役割を分類し、明確化するためのモデルである。国際標準化機構 (ISO) によって策定された。OSI基本参照モデル、OSIモデルなどとも呼ばれ、通信機能（通信プロトコル）を7つの階層に分けて定義している。

## 概要

OSI参照モデル間の通信（例：第3層から第5層）

OSI参照モデルは、1977年から1984年にかけて定義されたOSIのために策定された。OSI自体は普及せず、OSI参照モデルだけがネットワークの基礎知識として広まったものである。現在幅広くに利用されているEthernetやTCP/IPとは適合していないという主張や、ネットワークを理解するためのモデルとして不適切であるという意見がある。タネンバウムは、OSI参照モデルは参照モデルとしては仕様と実装の区別をしている点で有用だが、プレゼンテーション層とセッション層は不要だったとしている。実際、これら最上位の3層はアプリケーション層として1つにまとめられることが多い。
OSI参照モデルは ISO 7498 として規格化され、後にITU-Tでは X.200、JISでは JIS X5003 として、同一内容を定義している。ITU, JISともにネットで規格文書を公開しており、通信規約を規定する技術仕様を記述する上での出発点として用いることができる。

### レイヤー構成
国際標準化機構 (ISO) によって制定された、異機種間のデータ通信を実現するためのネットワーク構造の設計方針「開放型システム間相互接続 (Open Systems Interconnection、OSI)」に基づいて通信機能を以下の7階層（レイヤ）に分割する。
第7層 : アプリケーション層
具体的な通信サービス（例えばファイル・メールの転送、遠隔データベースアクセスなど）を提供。HTTPやFTPなどの通信サービス。
第6層 : プレゼンテーション層
データの表現方法（例えばEBCDICコードのテキストファイルをASCIIコードのファイルへ変換する）。
第5層 : セッション層
通信プログラム間の通信の開始から終了までの手順（例えば接続が途切れた場合、接続の回復を試みる）。
第4層 : トランスポート層
ネットワークの端から端までの通信管理（エラー訂正、再送制御など）。
第3層 : ネットワーク層
ネットワークにおける通信経路の選択（ルーティング）。データ中継。
第2層 : データリンク層
直接的（隣接的）に接続されている通信機器間の信号の受け渡し。
第1層 : 物理層
物理的な接続。コネクタのピンの数、コネクタ形状の規定など。銅線–光ファイバ間の電気信号の変換など。

## 例
下記は、OSIモデルの各層ごとのプロトコルやサービスの例である。ただし上述のようにOSIモデルはOSI準拠プロトコルのための参照モデルであり、OSIスイート以外はOSIモデルに沿って設計・開発される訳ではない。このため、下の例はあくまで「仮にOSIで言えばどの層に相当すると思われる」程度の参考である。
実際には、一部のプロトコルやサービスは、OSIモデルのどの層に属するかについて、いくつかの異なる見解が存在する。また複数層に跨っている物もある。図示の例はあくまでも一見解に過ぎない。

これらの例の他にも、いくつかの教科書では、理解を助けるための参考資料などとして、SNAの7階層やTCP/IPモデルに沿っているプロトコルなどを、このOSIのモデルに対応付けした表などが見られる。これについては、IETFなどがインターネット・プロトコル・スイートの開発はOSIに準拠する意図はないとしている。

### 層別・プロトコルスイート別の例
| 層 | 層                   | 例・その他 | IP suite、TCP/IP                                                                           | SS7                        | AppleTalk suite                                | OSI suite                                                                       | IPX/SPX                                 | SNA    | UMTS             |
| #  | 名称                 | 例・その他 | IP suite、TCP/IP                                                                           | SS7                        | AppleTalk suite                                | OSI suite                                                                       | IPX/SPX                                 | SNA    | UMTS             |
| -- | -------------------- | --- | ------------------------------------------------------------------------------------------ | -------------------------- | ---------------------------------------------- | ------------------------------------------------------------------------------- | --------------------------------------- | ------ | ---------------- |
| 7  | アプリケーション層   | HL7, Modbus | NNTP, SIP, SSI, DNS, FTP, Gopher, HTTP, NFS, NTP, DHCP, SMPP, SMTP, SNMP, Telnet, RIP, BGP | INAP, MAP, TCAP, ISUP, TUP | AFP, ZIP, RTMP, NBP                            | FTAM, X.400, X.500, DAP, ROSE, RTSE, ACSE                                       | RIP, SAP                                | APPC   |                  |
| 6  | プレゼンテーション層 | TDI, ASCII, EBCDIC, MIDI, MPEG | MIME, XDR, SSL/TLS                                                                         |                            | AFP                                            | ISO/IEC 8823, X.226, ISO/IEC 9576-1, X.236                                      |                                         |        |                  |
| 5  | セッション層         | 名前付きパイプ, NetBIOS, SAP, Half Duplex, Full Duplex, Simplex, SDP                                                                                                   | ソケット（TCP, SIP, RTPのセッション確立）                                                  |                            | ASP, ADSP, PAP                                 | ISO/IEC 8327, X.225, ISO/IEC 9548-1, X.235                                      | NWLink                                  | DLC?   |                  |
| 4  | トランスポート層     | NBF | TCP, UDP, SCTP                                                                             |                            | DDP                                            | ISO/IEC 8073, TP0, TP1, TP2, TP3, TP4 (X.224), ISO/IEC 8602, X.234              | SPX                                     |        |                  |
| 3  | ネットワーク層       | NBF, Q.931, IS-IS | インターネット層,IP, IPv4,IPv6,IPsec, ICMP, IGMP, OSPF                                     | SCCP, MTP                  | ATP (TokenTalk or EtherTalk)                   | ISO/IEC 8208, X.25 (PLP), ISO/IEC 8878, X.223, ISO/IEC 8473-1, CLNP X.233.      | IPX                                     |        | RRC PDCP and BMC |
| 2  | データリンク層       | 802.3 (Ethernet), 802.11a/b/g/n MAC/LLC, 802.1Q (VLAN), ATM, HDP, FDDI, Fibre Channel, フレームリレー, HDLC, ISL, PPP, Q.921, トークンリング, CDP, ARP, ITU-T G.hn DLL | リンク層,PPP,媒体アクセス制御,イーサネット, SLIP, PPTP, L2TP                               | MTP, Q.710                 | LocalTalk, AppleTalk Remote Access, PPP        | ISO/IEC 7666, X.25 (LAPB), トークンバス, X.222, ISO/IEC 8802-2 LLC Type 1 and 2 | IEEE 802.3 framing, Ethernet II framing | SDLC   | LLC , MAC        |
| 1  | 物理層               | RS-232, V.35, V.34, I.430, I.431, T1, E1, 10BASE-T, 100BASE-TX, POTS, SONET, SDH, DSL, 802.11a/b/g/n PHY, ITU-T G.hn PHY                                               |                                                                                            | MTP, Q.710                 | RS-232, RS-422, STP, UTP, Token Ring, PhoneNet | X.25 (X.21bis, EIA/TIA-232, EIA/TIA-449, EIA-530, G.703)                        |                                         | Twinax | UMTS L1          |

## 歴史
1970年代中ごろ、ネットワーク機器各社独自のネットワークアーキテクチャーが次々に発表され始めた。IBMのSNA、DECのDNA、富士通のFNA、日立製作所のHNA、日本電気(NEC)のDINA、電電公社のDCNAなどである。機器を一つのメーカー製で揃えられるのであれば問題は無いが現実的には難しく、異なる機種同士を接続するための標準化が急がれていた。
ISO（国際標準化機構）の情報処理システム技術委員会は1977年3月にSC 16を設置、OSIの国際標準化を開始する。
しかし、CCITT（国際電信電話諮問委員会）がOSI参照モデル案を参考として独自の検討を開始。CCITTとSC 16での意見のすり合わせを行い、基本的な意見を合意。1982年にトランスポート層の標準、1983年にセッション層の標準の草稿が完成。
1984年、情報処理システム技術委員会はSC 16からSC 21にOSIの標準化を引き継がせ、1985年に応用層の新プロトコルを標準化項目に追加した。
その後、当初の予定では、OSI参照モデルを基に、準拠した通信機器やソフトウェアが開発・製品化していくはずであった。TCP/IPが1990年代中ごろから急速に普及したため、OSI準拠製品は普及しないまま、現在に至る。

## 回線速度と通信速度
ISDNやADSLやIEEE 802.3などで表記される回線速度は第2層のことであり、例えばファイル転送で計測する通信速度とは異なる。ファイル転送で計測する速度は実アプリケーションから見た速度であって、通常は第3層以上の各種制御情報が付記されるため、回線事業者の謳う回線速度より若干低い値となる。

## 比喩
米国では、OSI参照モデルの7階層モデルを拡張して技術的でないことまで指し示してしまう、というジョークもある。良く知られているのは10階層モデルであり、「第8層ユーザ層」「第9層財務層」「第10層政治層」あるいは「第8層お金層」「第9層政治層」「第10層宗教層」などとなっている。
ネットワーク技術者が「第8層問題だよ」と言っていれば、それは「ネットワーク自体には問題は無くて、エンドユーザに問題があるんだよ」という意味である。同様に、財務層に問題があるとはコストの面で問題があるということ。お金で解決できることは決して少なくない。政治層は、社内政治や導入に関連するSI同士の競合によって導入できる技術仕様に制限がかかる、といった状況を指す。宗教層は「信ずるもの」の意味である。導入責任者の技術志向性や信念などに相当する。
OSIモデルをタコベルモデル（7段重ねのブリートで有名）と比喩することもある。
「第0層土建層」（有線ネットワークを敷設する建物の構造）という比喩もある。
OSIモデルを”あぷせとねでぶ”と頭文字を取って学習することがある。

## 関連書籍
- 『OSIプロトコル絵とき読本』（初版）オーム社（1987年発行）　ISBN 4-274-07379-3
- 『OSIプロトコル絵とき読本』（改版）オーム社（1989年発行）　ISBN 4-274-07530-3